# Ali Krieger
Alexandra Blaire Krieger (Alexandria (Virgínia), 28 de julho de 1984) é uma futebolista estadunidense que atua como defensora.

## Carreira
Ali Krieger fará parte do elenco da Seleção Estadunidense de Futebol Feminino, nas Olimpíadas de 2016. 